# S. Darko
S. Darko: A Donnie Darko Tale är en film från 2009 i regi av Chris Fisher. Den är uppföljare till Donnie Darko från 2001.
Filmen gick direkt till video och fick övervägande dålig kritik med 7 negativa recensioner av 7 på filmrecensionsaggregatorn Rotten Tomatoes.

## Skådespelare
- Daveigh Chase - Samantha Darko
- Briana Evigan - Corey
- James Lafferty - Iraq Jack / Justin Sparrow
- Ed Westwick - Randy Holt
- Walter Platz - Mekanikern Frank
- John Hawkes - Phil
- Bret Roberts - Officer O' Dell
- Jackson Rathbone - Jeremy
- Elizabeth Berkley - Trudy Potter
- Barbara Tarbuck - Agatha
- Matthew Davis - Pastor John Mellit
- Nathan Stevens - Jeff
- Ryan Templeman - Mike
- Zulay Henao - Baelyn
- J.J. Neward - medarbetare
- Bridger J. El-Bakri William "Billy" Moorcroft